# Filmfront
Filmfront var en svensk tidskrift om avantgardistisk och experimentell film som gavs ut av Svensk experimentfilmstudio i Stockholm mellan 1953 och 1956. Förstadiet till tidskriften hade varit ett stencilerat medlemsblad som kallades SEF och som gavs ut under 1952. Tidskriften finansierades främst av Sveriges Förenade Filmstudios.